# Anticongelant

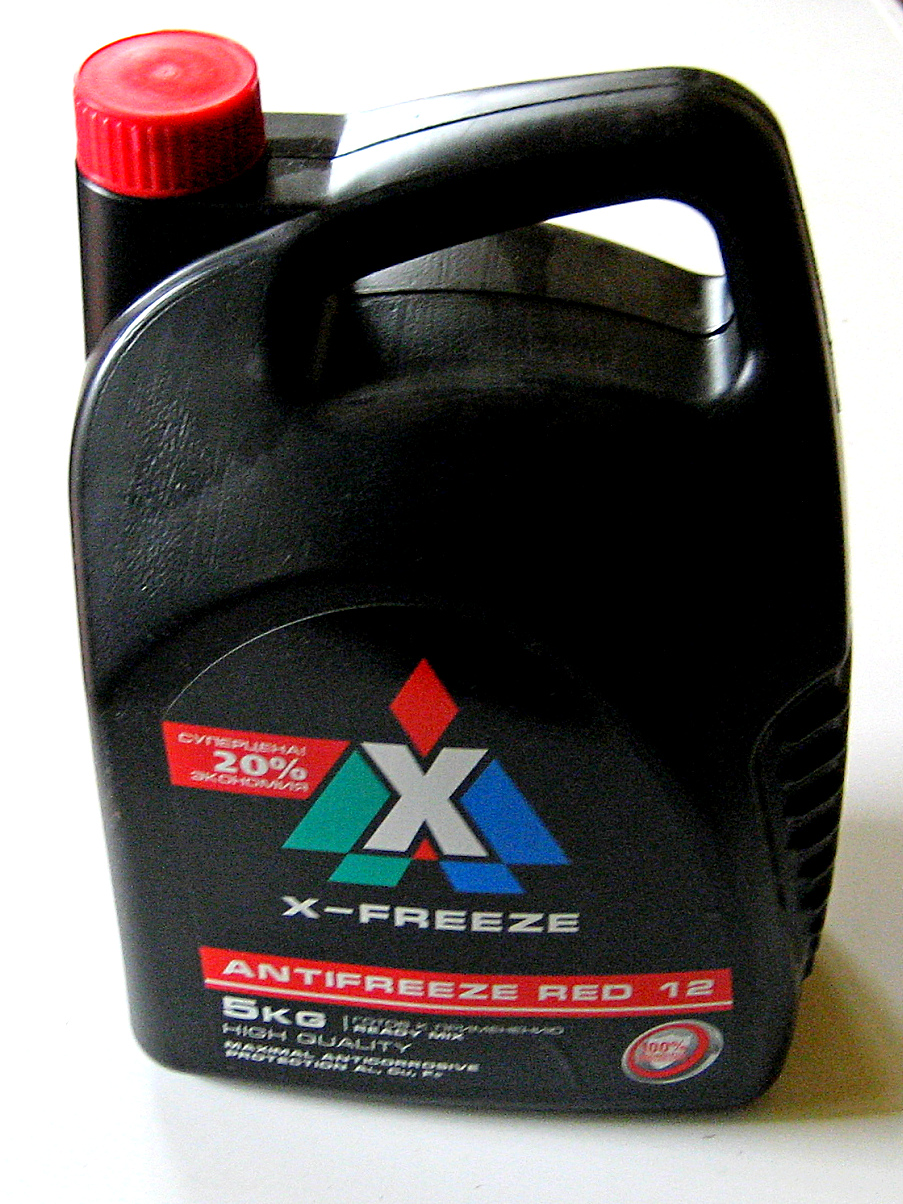
Anticongelant

Un anticongelant este o substanță chimică care are ca scop scăderea temperaturii de congelare a unui lichid. Un amestec anticongelant este folosit de asemenea și pentru creșterea temperaturii de fierbere, concomitent cu scăderea punctului de congelare. Acestea două fiind proprietăți coligative, ele depind de concentrația soluției. Scopul antigelului este de a preveni spargerea unei incinte rigide din cauza expansiunii atunci când apa îngheață.
Sărurile sunt adesea folosite pentru degivrare sau pentru dezghețare, însă soluțiile saline nu pot fi folosite pentru sistemele anticongelante, deoarece pot produce coroziunea metalelor. În schimb, sunt folosiți anticongelanți necorozivi.
Un exemplu de anticongelant este antigelul, un fluid vâscos, care se adaugă apei de răcire a unui motor cu ardere internă.